# 拉马纳加拉姆
拉马纳加拉姆（Ramanagaram），是印度卡纳塔克邦Bangalore Rural县的一个城镇。总人口79365（2001年）。

## 人口
该地2001年总人口79365人，其中男性41084人，女性38281人；0—6岁人口10220人，其中男5328人，女4892人；识字率62.60%，其中男性为66.59%，女性为58.32%。